# Жилберто Силва
Жилберто Апаресидо да Силва (на португалски: Gilberto Aparecido da Silva) е бразилски футболист. Играе като дефанзивен полузащитник и се състезава за гръцкия Панатинайкос, както и за Бразилския нац. отбор.

## Състезателна кариера
Кариерата на Жилберто Силва започва в Америка Минейро. През 2000 преминава в Атлетико Минейро. От 2002 до 2008 е футболист на Арсенал. На 11 август 2002 прави дебюта си за „артилеристите“. Жилберто се конкурира със сънародника си Еду. Сезон 2003/04 е по-добър за Силва, той изиграва 32 мача в първенството. През сезон 2004/05 изиграва едва 17 мача, тъй като е контузен и отсъства от терените 7 месеца.
През следващия сезон Жилберто отново е титуляр, тъй като капитанът Патрик Виейра преминава в Ювентус и конкуренцията на неговия пост намалява. Играе за Арсенал във финала на Шампионската лига, загубен от Барселона с 2 – 1. През сезон 2006/07 е избран за втори капитан на Арсенал. В началото на 2007/08 се очаква Жилберто Силва да стане капитан, но лентата е връчена на Уилям Галас. Бразилецът губи титулярното си място за сметка на Матийо Фламини. Жилберто играе значително по-рядко отпреди. През 2008 подписва с Панатинайкос. Той печели титлата и купата на Гърция през сезон 2009/10.

## Национален отбор
Жилберто Силва е национал на Бразилия от 2001. От 2007 до 2009 е капитан на отбора. Участва на 3 световни първенства-2002, 2006, 2010.

## Успехи
- Бразилска Серия Б-1997
- Кампеонато Минейро-2000
- Шампион на Англия-2003/04
- ФА Къп-2003, 2005
- Гръцка Суперлига-2010
- Купа на Гърция-2010
- Световен шампион-2002
- Копа Америка-2007
- Купа на Конфедерациите-2005, 2009